# География Бангладеш
Бангладеш расположена в Южной Азии, главным образом в пределах дельтовых равнин Ганга и Брахмапутры и горной области на стыке с Мьянмой и северо-восточной Индией, между 88°00' и 92°53' восточной долготы и 20°30' и 26°45' северной широты.
Площадь страны составляет 144 000 км², из которых 133 910 км² приходится на сушу, на воду 10 090 км² . Страна протянулась на 820 километров с севера на юг и на 600 километров с востока на запад. На западе, севере и востоке на протяжении 4142 км она граничит с Индией, на юго-востоке (271 км) — с Мьянмой.
На юге омывается Бенгальским заливом Индийского океана. Протяженность береговой линии — около 580 км. Самая высокая точка страны — Кеокрадонг (Кеokradong) 1230 м.
На юго-востоке Бангладеш протянулись глубоко расчленённые западные хребты гор Лушаи и горы Читтагонг, наивысшая точка в горах Читтагонг — гора Ренг-Тланг — 957 м.
Рельеф Бангладеш на большей части страны — равнина.
Климат в Бангладеш тропически муссонный.